# Hans Riegel
Hans Peter Riegel (ur. 10 marca 1923 w Bonn, zm. 15 października 2013 tamże) – niemiecki przedsiębiorca.
Hans Riegel, pracę w firmie Haribo, którą jego ojciec założył na początku lat 20. XX w., rozpoczął zaraz po zakończeniu II wojny światowej, gdy znajdowała się ona w nie najlepszej kondycji. Hans Riegel oraz jego młodszy brat Paul (zmarł w 2009 roku) zdołali poprawić stan przedsiębiorstwa. Hans zajmował się sprawami handlowymi, a Paul produkcją. Niedługo po rozpoczęciu pracy w Haribo Hans Riegel obronił doktorat w Katedrze Ekonomicznej Uniwersytetu w Bonn. Kierował przedsiębiorstwem przez 67 lat.
Riegel podkreślał, że w jego pracy bardzo istotną rolę odgrywają dzieci oraz tworzone z myślą o nich filmy i komiksy. Powtarzał: „Kocham dzieci. Są moimi klientami. Aby sprostać ich oczekiwaniom, muszę być blisko ich świata”. Starając się pomagać młodym ludziom stworzył fundację swojego imienia, która wspiera utalentowaną młodzież.
Riegel był pomysłodawcą ponad dwustu rodzajów słodyczy, m.in. bezcukrowej gumy do żucia Vademecum i gumy rozpuszczalnej Maoam. Twierdził, że pomysły na słodycze brał z czytania komiksów, a także oglądania filmów dla dzieci.
Pasją wieloletniego szefa Haribo był badminton. Riegel kilkukrotnie zdobył w tej dyscyplinie tytuł mistrza Niemiec, a w 1953 roku został pierwszym prezesem Niemieckiego Związku Badmintona. Przedsiębiorca lubił polować oraz pilotować helikoptery.